# Дейвисс (округ, Кентукки)
Де́йвисс (англ. Daviess County) — округ в штате Кентукки, США. Официально образован в 1815 году. По состоянию на 2013 год, численность населения составляла 98 218 человек.

## География
По данным Бюро переписи США, общая площадь округа равняется 1235.431 км2, из которых 1186.221 км2 суша и 46.620 км2 или 3.800 % это водоёмы.

## Население
По данным переписи населения 2012 года в округе проживает 97 847 жителей в составе 36 033 домашних хозяйств и 24 826 семей. Плотность населения составляет 76,00 человек на км2. На территории округа насчитывается 38 432 жилых строений, при плотности застройки около 32,00-x строений на км2. Расовый состав населения: белые — 93,69 %, афроамериканцы — 4,35 %, коренные американцы (индейцы) — 0,13 %, азиаты — 0,43 %, гавайцы — 0,02 %, представители других рас — 0,44 %, представители двух или более рас — 0,94 %. Испаноязычные составляли 0,92 % населения независимо от расы.
В составе 32,90 % из общего числа домашних хозяйств проживают дети в возрасте до 18 лет, 53,60 % домашних хозяйств представляют собой супружеские пары проживающие вместе, 11,80 % домашних хозяйств представляют собой одиноких женщин без супруга, 31,10 % домашних хозяйств не имеют отношения к семьям, 27,10 % домашних хозяйств состоят из одного человека, 11,10 % домашних хозяйств состоят из престарелых (65 лет и старше), проживающих в одиночестве. Средний размер домашнего хозяйства составляет 2,47 человека, и средний размер семьи 3,00 человека.
Возрастной состав округа: 25,80 % моложе 18 лет, 9,00 % от 18 до 24, 28,40 % от 25 до 44, 23,00 % от 45 до 64 и 23,00 % от 65 и старше. Средний возраст жителя округа 37 лет. На каждые 100 женщин приходится 92,60 мужчин. На каждые 100 женщин старше 18 лет приходится 88,30 мужчин.
Средний доход на домохозяйство в округе составлял 36 813 USD, на семью — 45 404 USD. Среднестатистический заработок мужчины был 35 295 USD против 21 971 USD для женщины. Доход на душу населения составлял 18 739 USD. Около 9,40 % семей и 12,30 % общего населения находились ниже черты бедности, в том числе — 15,60 % молодёжи (тех, кому ещё не исполнилось 18 лет) и 11,40 % тех, кому было уже больше 65 лет.